# Diarmaid Murtagh
Diarmaid Murtagh es un actor irlandés más conocido por su papel de Leif en la serie de televisión Vikingos. Otros de sus papeles notables son el de Dimitri en Dracula Untold (2014) y del Capitán Harpen en The Monuments Men (2014).

## Vida y carrera
Murtagh nació en Kingscourt, República de Irlanda.
Su primera aparición fue en la telenovela irlandesa de 2007, Ros na Rún. Su papel cinimatográfico debut fue el del Capitán Harpen en la película de guerra protagonizada y dirigida por George Clooney, The Monuments Men.
En la actualidad protagonizada Troy: Fall of a City como Hermes, mensajero del Olimpo.